# Salt Lake City Stars
Salt Lake City Stars – zawodowy zespół koszykarski, z siedzibą w mieście Salt Lake City, w stanie Utah.
Drużyna Salt Lake City Stars jest członkiem ligi D-League. Klub powstał w 1997 roku jako Idaho Stampede. Do 2000 roku grał bez przerwy, po sezonie przerwy (2001/02) grał jeszcze do 2006 roku w lidze CBA. W 2006 roku dołączył do D-League, gdzie występuje nieprzerwanie do dziś. Zespół rozgrywa swoje mecze w hali CenturyLink Arena Boise, z lokalizowanej w Boise (Idaho).
Podczas występów w lidze CBA zespół dotarł do finałów ligi w 2004 roku. Musiał uznać wtedy wyższość rywali – drużyny Dakota Wizards.
Zespół sięgnął po mistrzostwo D-League, w 2008 roku, pokonując w finale Austin Toros 2–1.
13 sierpnia 2014 roku nowym trenerem zespołu został Dean Cooper, były asystent Kevina McHale’a w Houston Rockets.

## Powiązania z zespołamiNBA
- Utah Jazz (2006–2007, 2011–2012, od 2014)
- Denver Nuggets (2009–2012)
- Portland Trail Blazers (2007–2014)
- Seattle SuperSonics (2006–2008)
- Toronto Raptors (2008–2009)

## Wyniki sezon po sezonie
| Sezon                  | Liga                   | Dywizja                | Sezon zasadniczy       | Sezon zasadniczy | Sezon zasadniczy | Sezon zasadniczy | Play–off                                                                       |                 |
| Sezon                  | Liga                   | Dywizja                | Miejsce                | W                | P                | %                | Play–off                                                                       |                 |
| ---------------------- | ---------------------- | ---------------------- | ---------------------- | ---------------- | ---------------- | ---------------- | ------------------------------------------------------------------------------ | --------------- |
| Idaho Stampede         |                        |                        |                        |                  |                  |                  |                                                                                |                 |
| 1997–98                | CBA                    | Narodowa               | 4                      | 25               | 31               | 44,6             | Przegrana – Runda I (Fort Wayne) 3-2                                           |                 |
| 1998–99                | CBA                    | Narodowa               | 4                      | 25               | 31               | 44,6             | Przegrana – Runda I (Sioux Falls) 3-2                                          |                 |
| 1999–2000              | CBA                    | Narodowa               | 5                      | 19               | 37               | 33,9             |                                                                                |                 |
| 2000–01^               | CBA                    | Narodowa               | 1                      | 17               | 7                | 70,8             |                                                                                |                 |
| 2001–02                | Liga zawieszona        | Liga zawieszona        | Liga zawieszona        | Liga zawieszona  | Liga zawieszona  | Liga zawieszona  | Liga zawieszona                                                                | Liga zawieszona |
| 2002–03                | CBA                    | Narodowa               | 3                      | 17               | 31               | 35,4             |                                                                                |                 |
| 2003–04                | CBA                    |                        | 2n                     | 34               | 14               | 70,8             | Wygrana – Półfinały (Gary) 3-1 Przegrana – Finały CBA (Dakota) 132-129         |                 |
| 2004–05                | CBA                    | Zachodnia              | 3                      | 23               | 25               | 47,9             |                                                                                |                 |
| 2005–06                | CBA                    | Zachodnia              | 3                      | 25               | 23               | 52,1             | Przegrana – Runda turnieju Robina (1-2)                                        |                 |
| 2006–07                | D-League               | Zachodnia              | 1                      | 33               | 17               | 66,0             | Przegrana – Półfinały (Colorado) 94-91 (OT)                                    |                 |
| 2007–08                | D-League               | Zachodnia              | 1                      | 36               | 14               | 72               | Wygrana – Półfinały (Los Angeles) 97-90 Wygrana – Finały D-League (Austin) 2-1 |                 |
| 2008–09                | D-League               | Zachodnia              | 2                      | 31               | 19               | 62               | Przegrana – Runda I (Austin) 119-116 (OT)                                      |                 |
| 2009–10                | D-League               | Zachodnia              | 6                      | 25               | 25               | 50               |                                                                                |                 |
| 2010–11                | D-League               | Zachodnia              | 7                      | 24               | 26               | 48               |                                                                                |                 |
| 2011–12                | D-League               | Zachodnia              | 8                      | 21               | 29               | 42               |                                                                                |                 |
| 2012–13                | D-League               | Zachodnia              | 4                      | 19               | 31               | 38               |                                                                                |                 |
| 2013–14                | D-League               | Zachodnia              | 4                      | 24               | 26               | 48               |                                                                                |                 |
| 2014–15                | D-League               | Zachodnia              | 5                      | 9                | 41               | 18               |                                                                                |                 |
| 2015–16                | D-League               | Zachodnia/Pacific      | 4                      | 20               | 30               | 40               |                                                                                |                 |
| Salt Lake City Stars   |                        |                        |                        |                  |                  |                  |                                                                                |                 |
| Suma - sezon regularny | Suma - sezon regularny | Suma - sezon regularny | Suma - sezon regularny | 441              | 457              | 49,1             | 1997–2016                                                                      |                 |
| Suma - play-off        | Suma - play-off        | Suma - play-off        | Suma - play-off        | 10               | 12               | 45,5             | 1997–2016                                                                      |                 |

^= Z powodu problemów finansowych liga CBA została tymczasowo zawieszona pod zakończeniu rozgrywek.

## Nagrody i wyróżnienia

### CBA
Źródło:
| MVP                                 | MVP All–Star Game                          | Obrońca Roku                           | Debiutant Roku      | Newcomer Of The Year                 |
| ----------------------------------- | ------------------------------------------ | -------------------------------------- | ------------------- | ------------------------------------ |
| Josh Davis (2004) Sam Clancy (2005) | Roberto Bergersen (2004) Sam Clancy (2005) | DeSean Hadley (2004) Sam Clancy (2005) | David Bailey (2004) | Damon Jones (1999) Josh Davis (2004) |

I skład CBA
- Damon Jones (1999)
- Josh Davis (2004)
- Sam Clancy (2005)

II skład CBA
- Rusty LaRue (2000)
- DeSean Hadley (2004)
- Randy Livingston (2004)
- Eric Chenowith (2006)

I skład debiutantów CBA
- Nate Huffman (1998)
- Byron Mouton (2003)

I skład defensywny CBA
- Michael Johnson (2003)
- DeSean Hadley (2004)

### D–League
| MVP                     | MVP meczów gwiazd    | Obrońca Roku                             | Największy postęp    | Trener roku             |
| ----------------------- | -------------------- | ---------------------------------------- | -------------------- | ----------------------- |
| Randy Livingston (2007) | Courtney Sims (2009) | Mouhamed Sene (2008) Brent Petway (2009) | Mildon Ambres (2010) | Bryan Gates (2007–2008) |

I skład D-League
- Randy Livingston (2007–2008)
- Kevin Murphy (2014)
- Jerrelle Benimon (2015)
- Georges Niang (2018)

II skład D-League
- Lance Allred (2008)

III skład D-League
- Lance Allred (2009)
- Justin Holiday (2013)

All-D-League Honorable Mention Team
- Peter John Ramos (2007)
- Cory Violette (2008)
- Saer Sene (2008)
- Luke Jackson (2009)
- Donell Taylor (2010)
- Coby Karl (2010)
- Cedric Jackson (2011)
- Mikki Moore (2012)
- Dee Bost (2014)

All-D-League  Showcase Honorable Mention Team
- Pierre Jackson (2014)

II skład defensywny D-League
- Cedric Jackson (2011)
- Mikki Moore (2012)
- Justin Holiday (2013)

III skład defensywny D-League
- Dee Bost (2014)

I skład debiutantów D-League
- Jerrelle Benimon (2015)
- J.J. O’Brien (2016)

III skład debiutantów D-League
- Carlon Brown (2013)

Uczestnicy meczu gwiazd

- Randy Livingston (2007–2008)[16][17]
- Peter John Ramos (2007)[16]
- Ronell Taylor (2007)[16]
- Lance Allred (2008–2009)[17][18]
- Cory Violette (2008)[17]

- Luke Jackson (2009)[18]
- Brent Petway (2009)[18]
- Sundiata Gaines (2010)[19]
- Anthony Tolliver (2010)[19]
- Cedric Jackson (2011)[20]

- Pierre Jackson (2014)[21]
- Dee Bost (2014)[21]
- Jerrelle Benimon (2015)[22]
- Joel Bolomboy (2017)[23]

Zwycięzcy konkursu rzutów za 3 punkty
- E. J. Singler (2014)

Zwycięzcy konkursu wsadów
- Brent Petway (2008)

Zwycięzcy konkursu H–O–R–S–E
- Lance Allred (2008)[24]

## Zawodnicy powołani do klubów NBA
| Sezon     | Zawodnik           | Zespół NBA             |
| --------- | ------------------ | ---------------------- |
| 1997-98   | Rusty LaRue        | Chicago Bulls          |
| 1997-98   | Lloyd Daniels      | Toronto Raptors        |
| 1997-98   | Lloyd Daniels      | Atlanta Hawks          |
| 1998-99   | Chris Garner       | San Antonio Spurs      |
| 1998-99   | Ernest Hall        | Portland Trail Blazers |
| 1998-99   | Damon Jones        | Orlando Magic          |
| 1998-99   | Lawrence Moten     | New York Knicks        |
| 1998-99   | Terrell Bell       | Sacramento Kings       |
| 1998-99   | Phil Cartwright    | Seattle SuperSonics    |
| 1998-99   | Mitch Henderson    | Atlanta Hawks          |
| 1998-99   | Art Long           | Portland Trail Blazers |
| 1998-99   | Damon Jones        | New Jersey Nets        |
| 1998-99   | Damon Jones        | Boston Celtics         |
| 1999-2000 | Ben Davis          | Phoenix Suns           |
| 1999-2000 | Rusty LaRue        | Chicago Bulls          |
| 2003-04   | Josh Davis         | Atlanta Hawks          |
| 2003-04   | Randy Livingston   | Los Angeles Clippers   |
| 2004-05   | Britton Johnson    | Indiana Pacers         |
| 2004-05   | Kaniel Dickens     | New Jersey Nets        |
| 2005-06   | Josh Davis         | Milwaukee Bucks        |
| 2005-06   | Josh Davis         | Houston Rockets        |
| 2005-06   | Josh Davis         | Phoenix Suns           |
| 2005-06   | Randy Livingston   | Chicago Bulls          |
| 2006-07   | Luke Jackson       | Los Angeles Clippers   |
| 2006-07   | Luke Jackson       | Toronto Raptors        |
| 2006-07   | Randy Livingston   | Seattle SuperSonics    |
| 2007-08   | Luke Jackson       | Miami Heat             |
| 2007-08   | Lance Allred       | Cleveland Cavaliers    |
| 2008-09   | Jermareo Davidson  | Golden State Warriors  |
| 2009-10   | Coby Karl          | Golden State Warriors  |
| 2009-10   | Coby Karl          | Denver Nuggets         |
| 2009-10   | Sundiata Gaines    | Utah Jazz              |
| 2009-10   | Anthony Tolliver   | Portland Trail Blazers |
| 2009-10   | Anthony Tolliver   | Golden State Warriors  |
| 2011-12   | Mikki Moore        | Golden State Warriors  |
| 2012-13   | Justin Holiday     | Philadelphia 76ers     |
| 2014-15   | Jack Cooley        | Utah Jazz              |
| 2014-15   | Jerrelle Benimon   | Utah Jazz              |
| 2015-16   | Phil Pressey       | Philadelphia 76ers     |
| 2015-16   | J.J. O’Brien       | Utah Jazz              |
| 2015-16   | Bryce-DeJean Jones | New Orleans Pelicans   |
| 2015-16   | Jeff Ayers         | Los Angeles Clippers   |
| 2015-16   | Phil Pressey       | Phoenix Suns           |